# А ми удвох
«А ми удвох» — українська естрадна пісня.
Музика: Олександр Зуєв
Вірші: Володимир Кудрявцев
Виконує: ВІА «Кобза» (соліст Валерій Вітер, запис 1974 року); ВІА «Калина» (солісти Олександр Зуєв та Олександр Лисенко, запис 1976 року)
Також пісню виконували Олег Москаленко, Руслан Квінта, «Світозари»,, Мертвий півень.
Пісня була популярною навіть у Югославії, де її взяв до свого репертуару ансамбль «Лідери Белграду».